# Họ Rầy cánh dài
Derbidae là họ côn trùng trong bộ Hemiptera, một bộ Cánh nửa. Nó là một trong những họ lớn nhất và là họ Bọ Nhảy cây đa dạng. Họ này phân tán khắp nơi trên thế giới, đặc biệt ở khu vực nhiệt đới, và nhiều loài ở các vùng cận nhiệt đới và ôn đới.
Họ Derbidae chứa gần 1700 loài thuộc 159 chi. Có 3 phân họ chính là:
- Cedusinae
- Derbinae
- Otiocerinae

## Hình ảnh

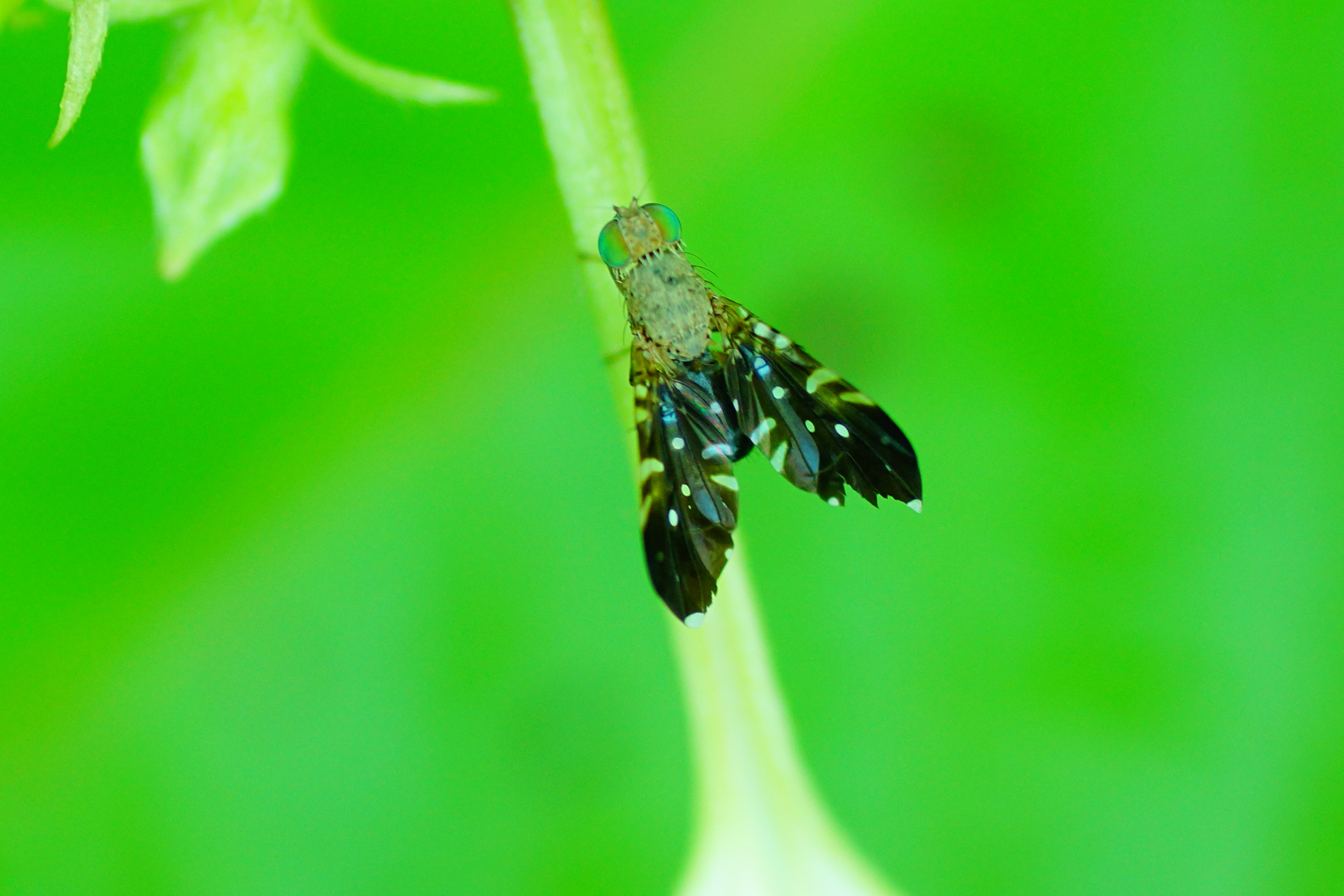
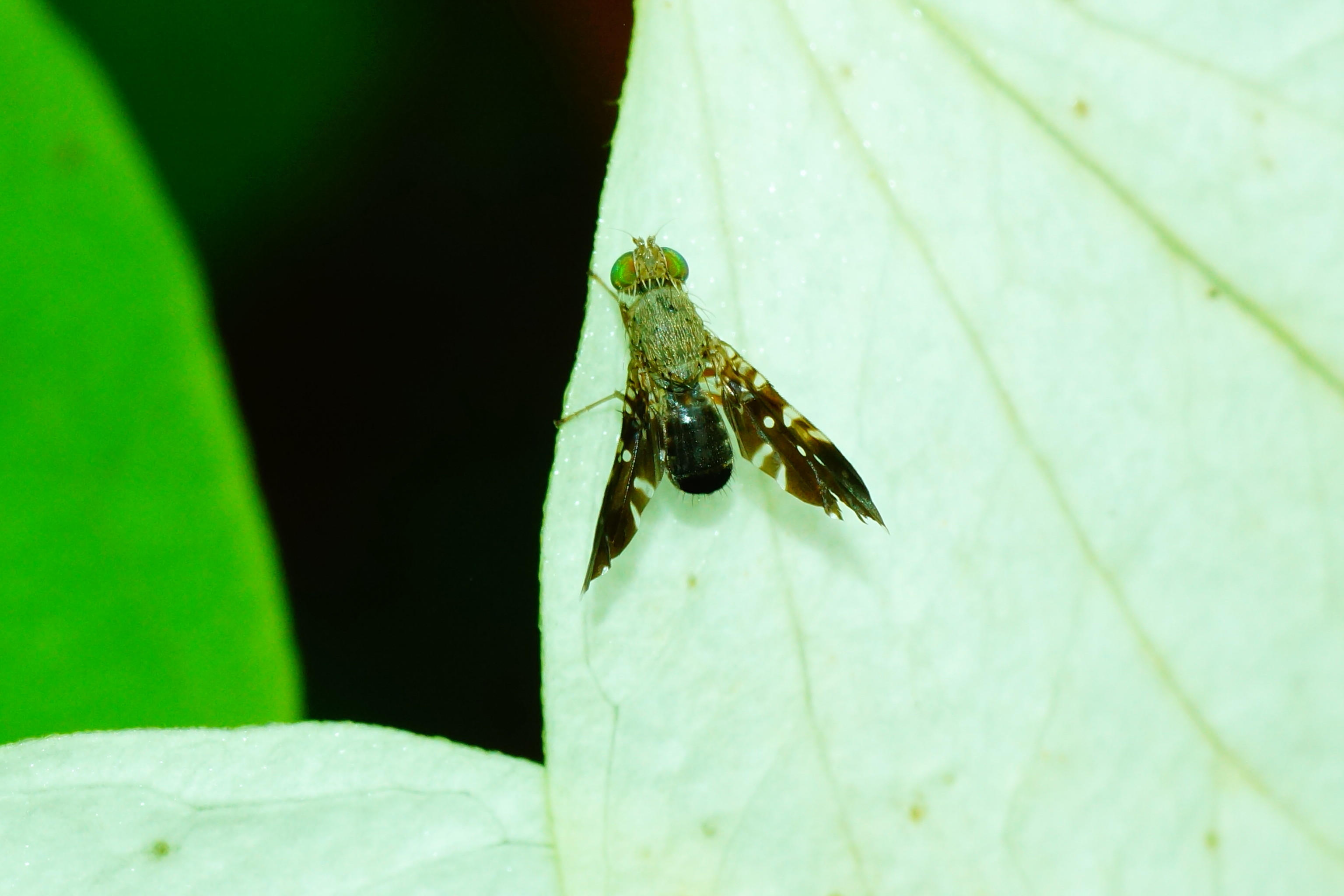
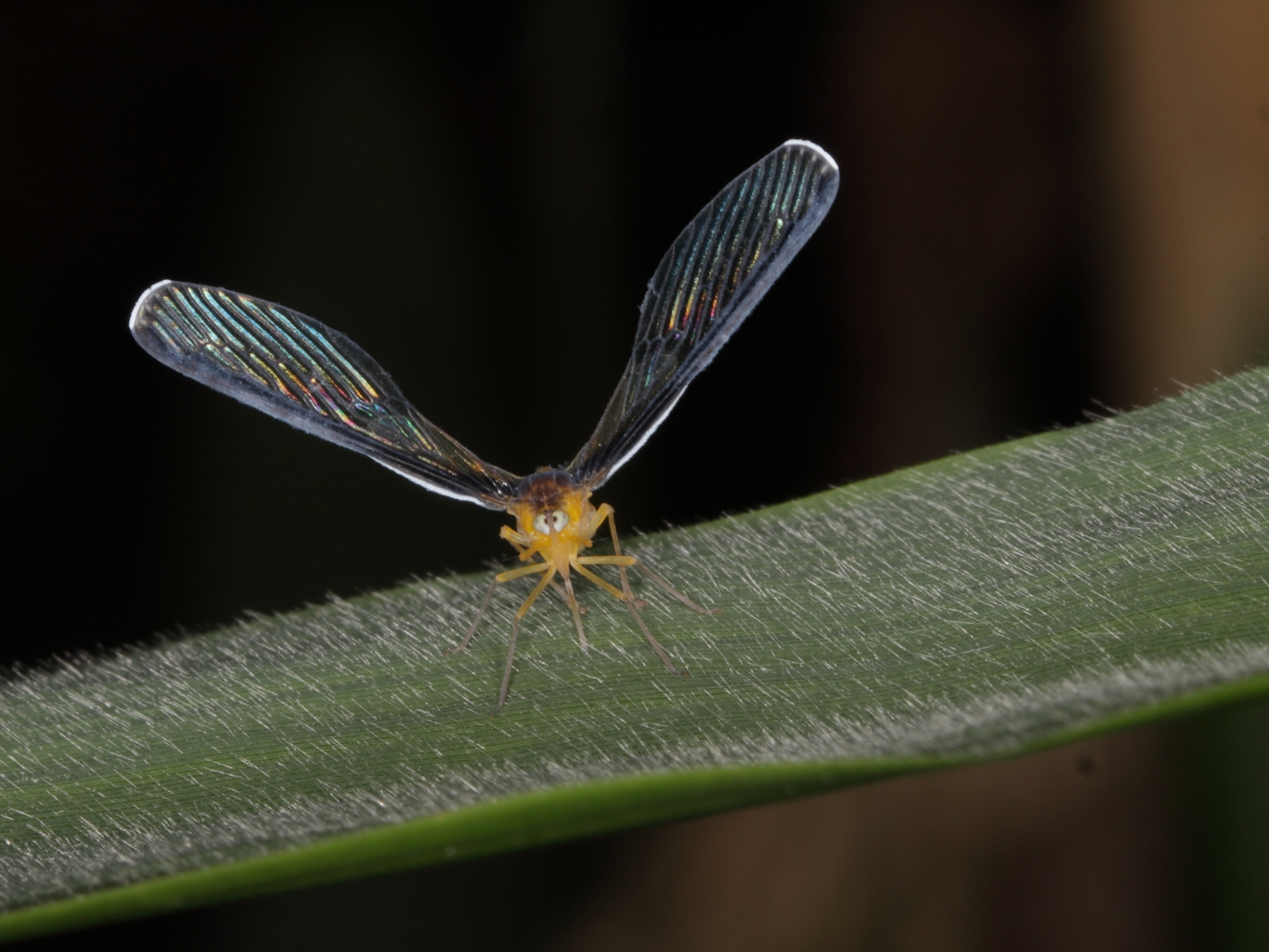